# Regina Kateřina z Windisch-Grätze
Regina Kateřina z Windisch-Graetze též z Windisch-Grätze, německy Regina Katharina von Windisch-Graetz, (27. září 1597 – 1644 Stockholm) byla rakouská šlechtična z rodu Windischgrätzů.

## Život
Narodila se jako dcera svobodného pána Ondřeje II. Z Windisch-Grätze a jeho manželky Reginy z Ditrichštejna.
Regina Kateřina se provdala za císařského důstojníka, svobodného pána Pavla z Khevenhülleru z hornoostrovcké rodové linie Khevenhüllů. Kvůli svému vyznání musela Regina Kateřina se svým manželem v roce 1629 v důsledku náboženského ediktu Ferdinanda II. emigrovat. Pavel z Khevenhülleru následně vstoupil do švédských služeb, kde se stal kapitánem ve Volinu a později dvorským maršálkem švédské královny Marie Eleonory, vdovy po králi Gustavu Adolfovi. Pavel z Khevehülleru zemřel v roce 1655.

### Manželství a potomstvo

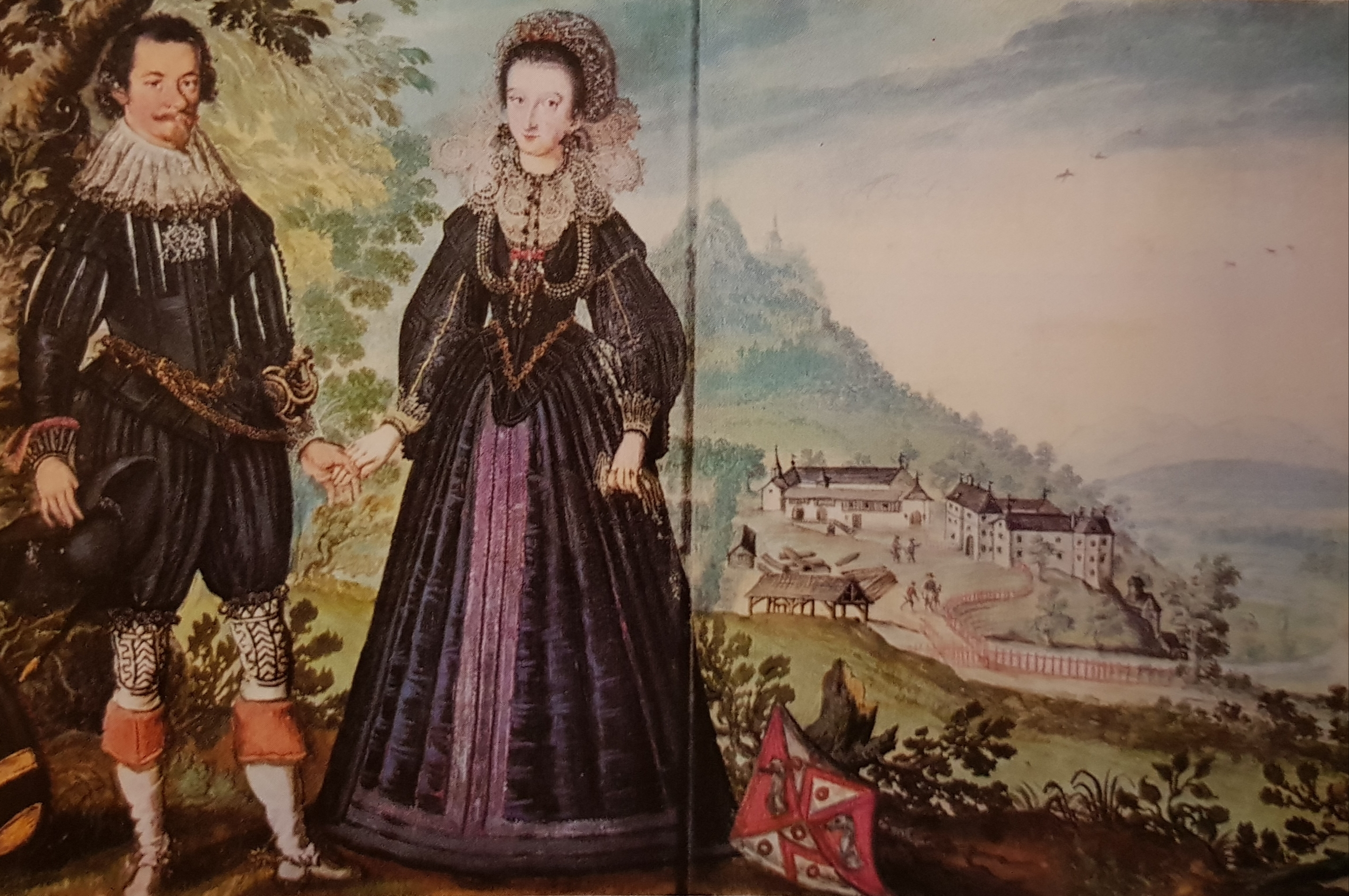
Regina z Windisch-Grätze a Pavel z Khevenhülleru před wernberským zámkem v Korutanech. Originál obrazu je uložen v Österreichisches Museum für angewandte Kunst ve Vídni.

Regina Kateřina se v roce 1619 v Klagenfurtu provdala za Pavla z Khevenhülleru. Z jejich manželství se narodilo 13 dětí:
- Anna Regina z Khevenhülleru (* asi 1620, Villach – 24. června 1666, Alvesta), dědička Fagelsta
- Jiří Kryštof z Khevenhülleru (* asi 1621 – 24. února 1645, padl v bitvě)
- Bernard z Khevenhülleru (* asi 1623 – 1660, Vídeň)
- Ondřej z Khevenhülleru (* asi 1625 – 1648, v bitvě Bremervörde)
- Jan Zikmund z Khevenhülleru (* asi 1626 – 1631, Norimberk)
- Pavel z Khevenhülleru (1. listopadu 1627, Klagenfurt – 25. srpna 1658, Kodaň)
- Alžběta z Khevenhülleru (1629–1695), provdaná za Fabiana z Rosenu (pohřbena 21. února 1679 v Rize)
- Augustin z Khevenhülleru (1630, Norimberk – 3. srpna 1653, Ženeva, nabodnutý na kůl)
- Bartoloměj z Khevenhülleru (1631 – 23. srpna 1662, Norimberk)
- Amálie z Khevenhülleru (19. května 1632 – 26. října 1661), provdaná 26. září 1659 za Jiřího Augustina ze Stubenbergu (1628 – říjen 1691, Sulzbach)
- Kateřina z Kevenhuelleru (* asi 1635), od 25. ledna 1654 provdaná za Adama z Weyeru († 14. října 1676)
- Johana Jakuba z Khevenhülleru (* asi 1637), 31. července 1653 se ve Stockholmu provdala za barona Otto Mengedes z Mengdenu (1600–1681)
- Kristýna z Khevenhülleru (* prosinec 1639 – 19. července 1658, Julita)